# Proctoporus xestus
Proctoporus xestus is een hagedis uit de familie Gymnophthalmidae.
Proctoporus xestus was lange tijd de enige soort uit het monotypische geslacht Opipeuter maar wordt tegenwoordig tot het geslacht Proctoporus gerekend.
De hagedis werd voor het eerst wetenschappelijk beschreven door Thomas Marshall Uzzell Jr in 1969. De soort komt voor in delen van westelijk Zuid-Amerika in de landen Argentinië, Bolivia en Peru.